# Chiesa di Santa Maria delle Grazie (Biancavilla)
La chiesa di Santa Maria delle Grazie è una delle chiese di Biancavilla, Sicilia, Italia.

## Storia
Edificata nel XVII secolo, fu eretta in onore della Madonna dell'Elemosina..